# ستاد الحرية
ملعب الحرية هو ملعب رياضي ومكان عقد المؤتمرات يقع في منطقة لاندور في سوانسي في ويلز. هو ثالث أكبر استاد في ويلز - بعد استاد الألفية واستاد مدينة كارديف.

## التاريخ
في 10 يوليو من 2005، افتتح استاد ليبرتي وأصبح ملعبا لنادي سوانسي سيتي.
في 23 يوليو من 2005 افتتح رسميا ملعب ليبرتي حيث واجه سوانسي سيتي فولهام (الذي يدربه من قبل لاعب سوانسي السابق كريس كولمان) في مباراة ودية. وانتهت المباراة بالتعادل 1-1 مع الهدف الأول الذي سجله فولهام ستيد مالبرانك. سجل سوانسي مارك غودفلوو خلال المباراة لمعادلة النتيجة.
قبل مباراة الدوري بين سوانسي سيتي وأولدهام أثليتيك في أكتوبر 2005، تم كشف النقاب عن تمثال (Ivor Allchurch) للاحتفال بالنجم الذي ولد بمدينة سوانسي وقضى فترتين مع النادي وسجل رقما قياسيا 164 هدفا في 445 مباراة.

## السعة
تبلغ سعة الملعب 20,750، بما في ذلك المقاعد المخصصة للإداريين والإعلاميين.

## أبرز المباريات
- سعة الاستاد: 20,750
- أعلى حضور: 20,769 في مباراة توتنهام هوتسبر، 19 يناير 2014
- أول مباراة دولية: ويلز ضد سلوفينيا، 17 أغسطس 2005.

## معرض صور

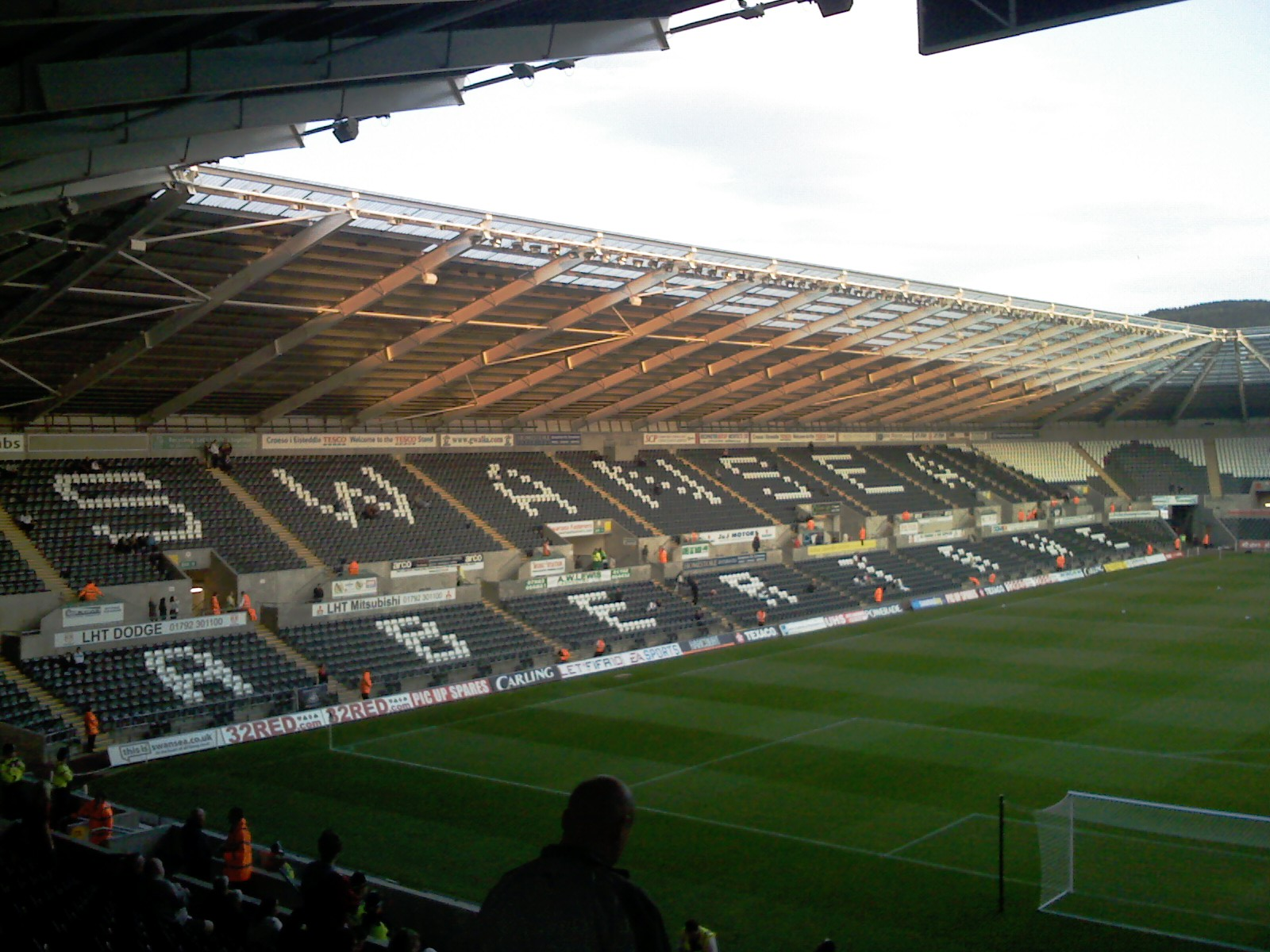
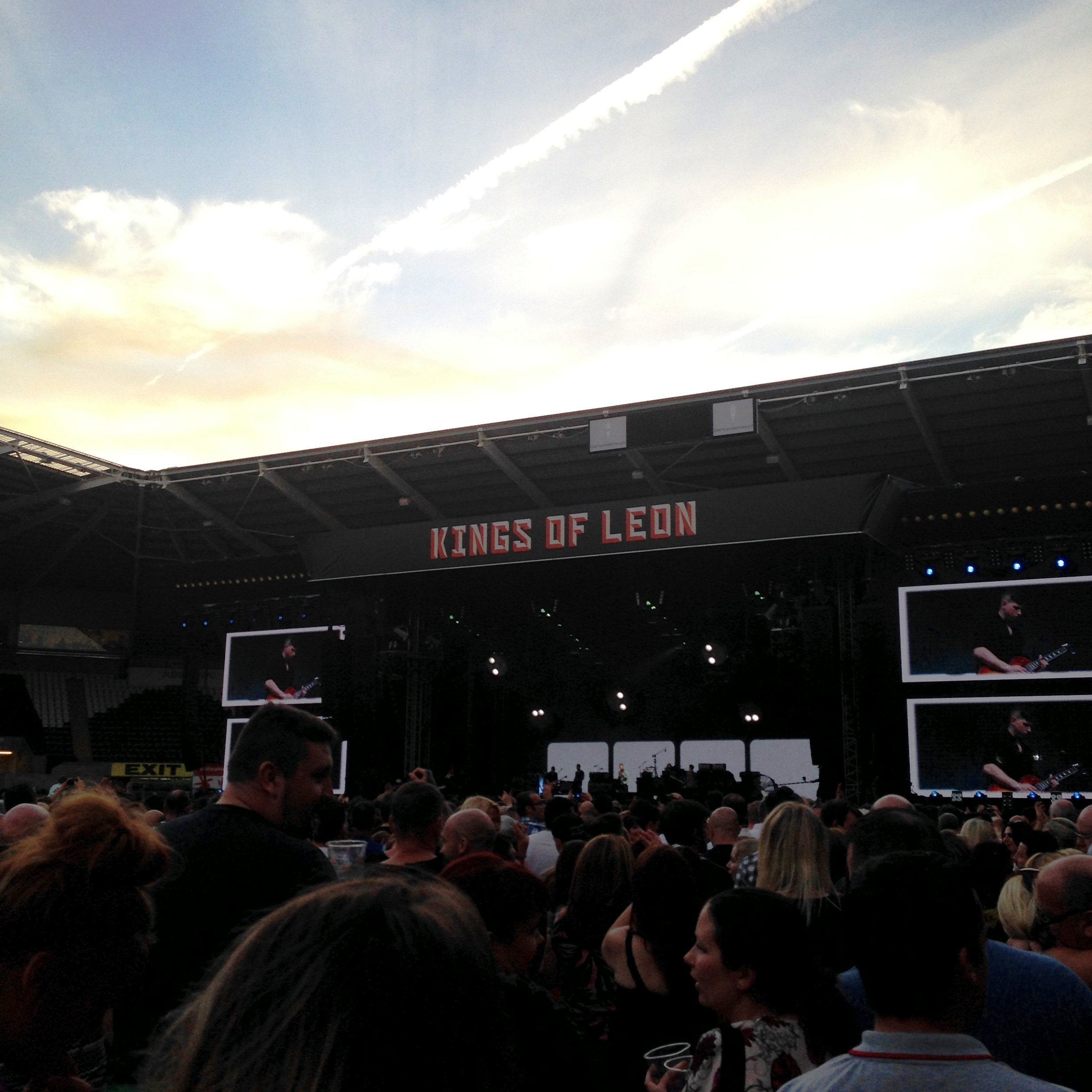
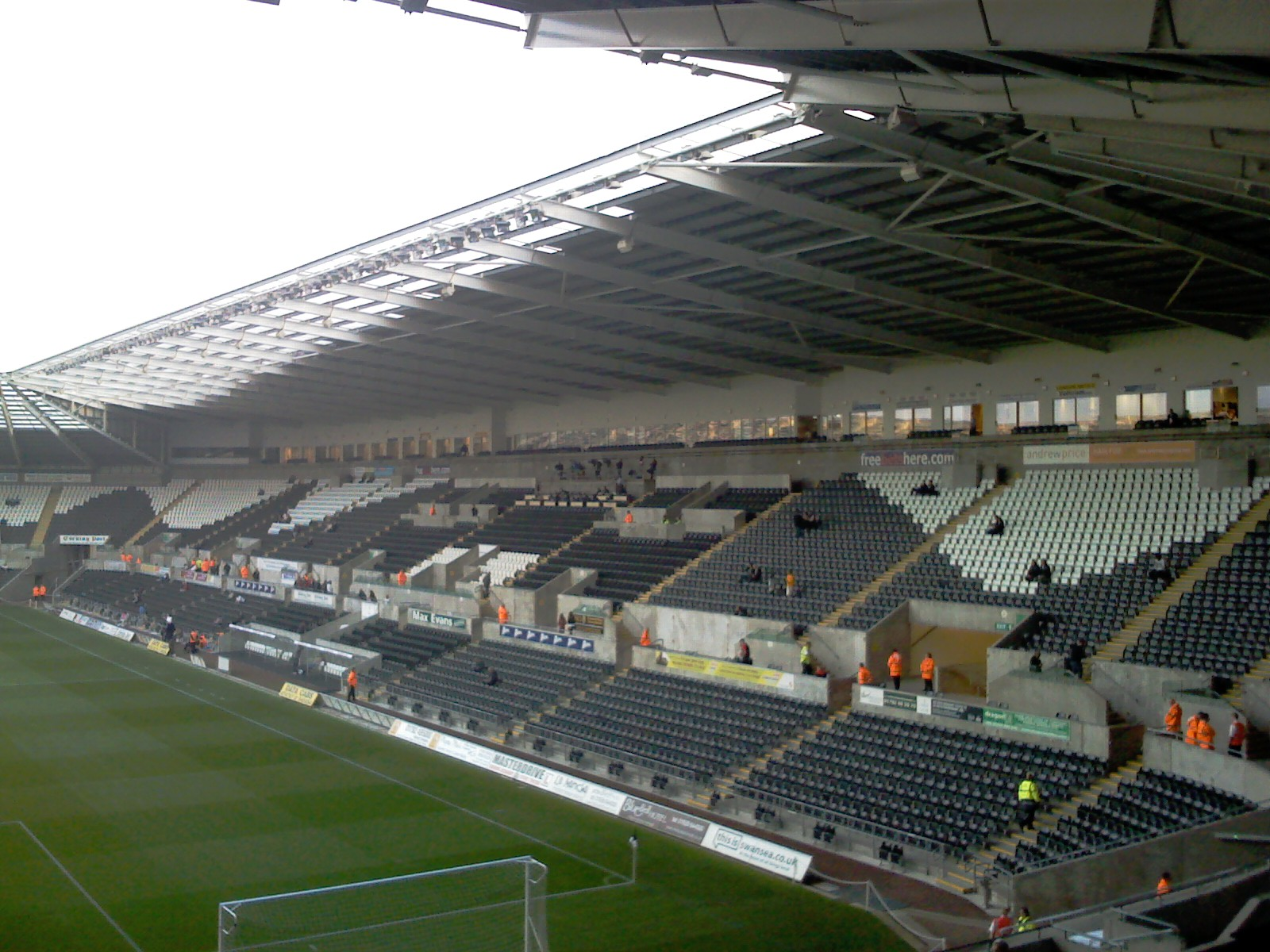
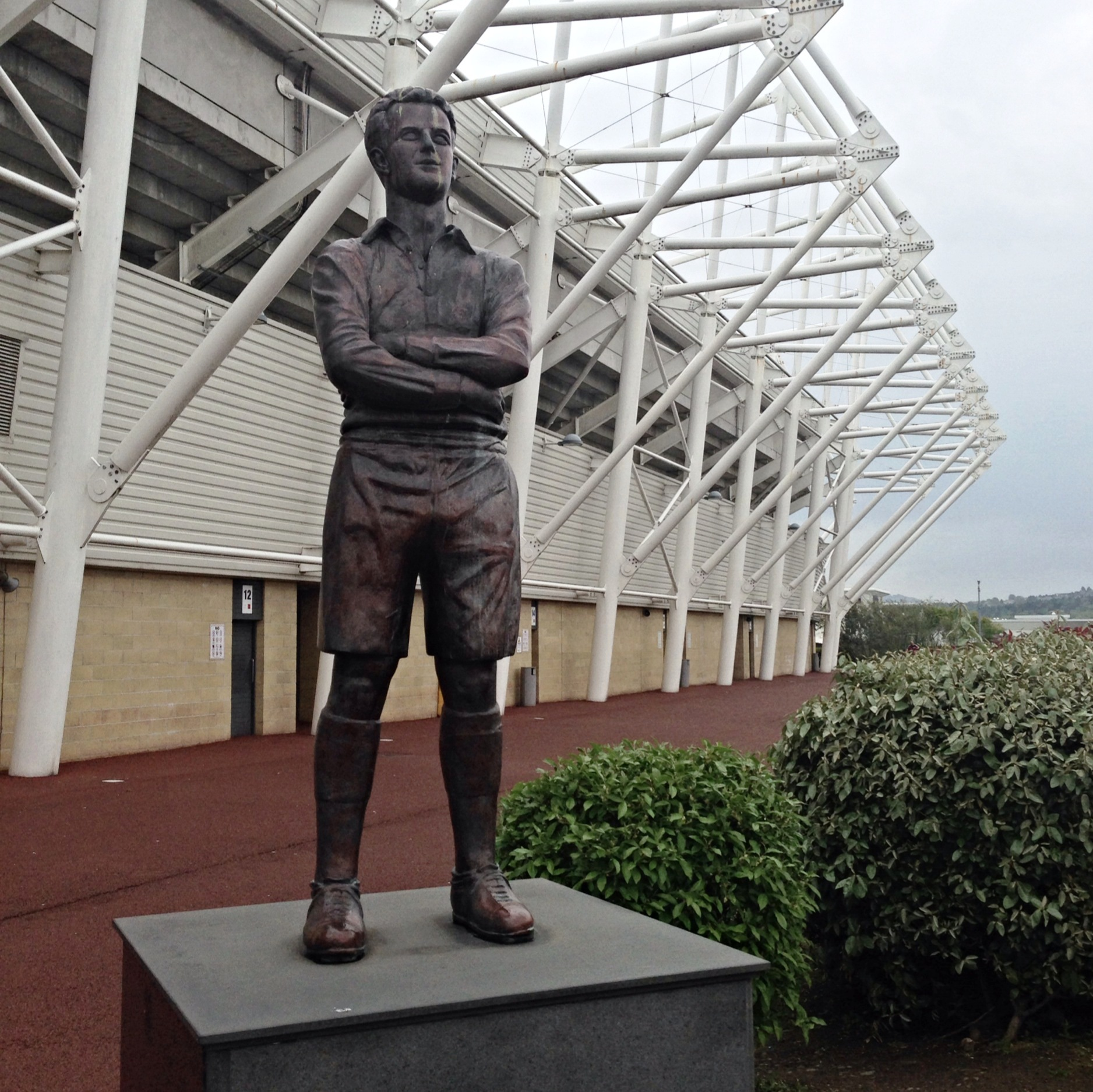
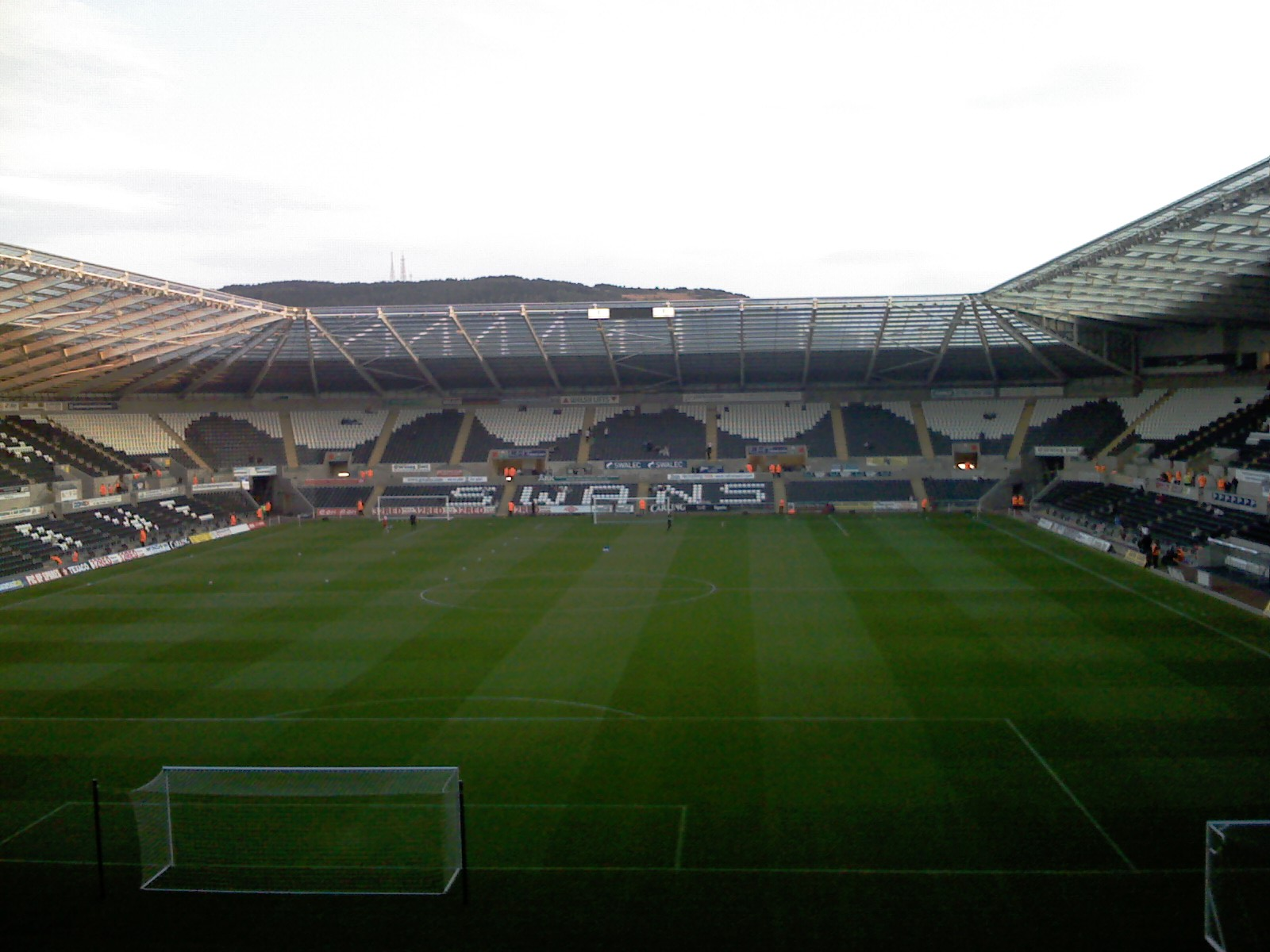
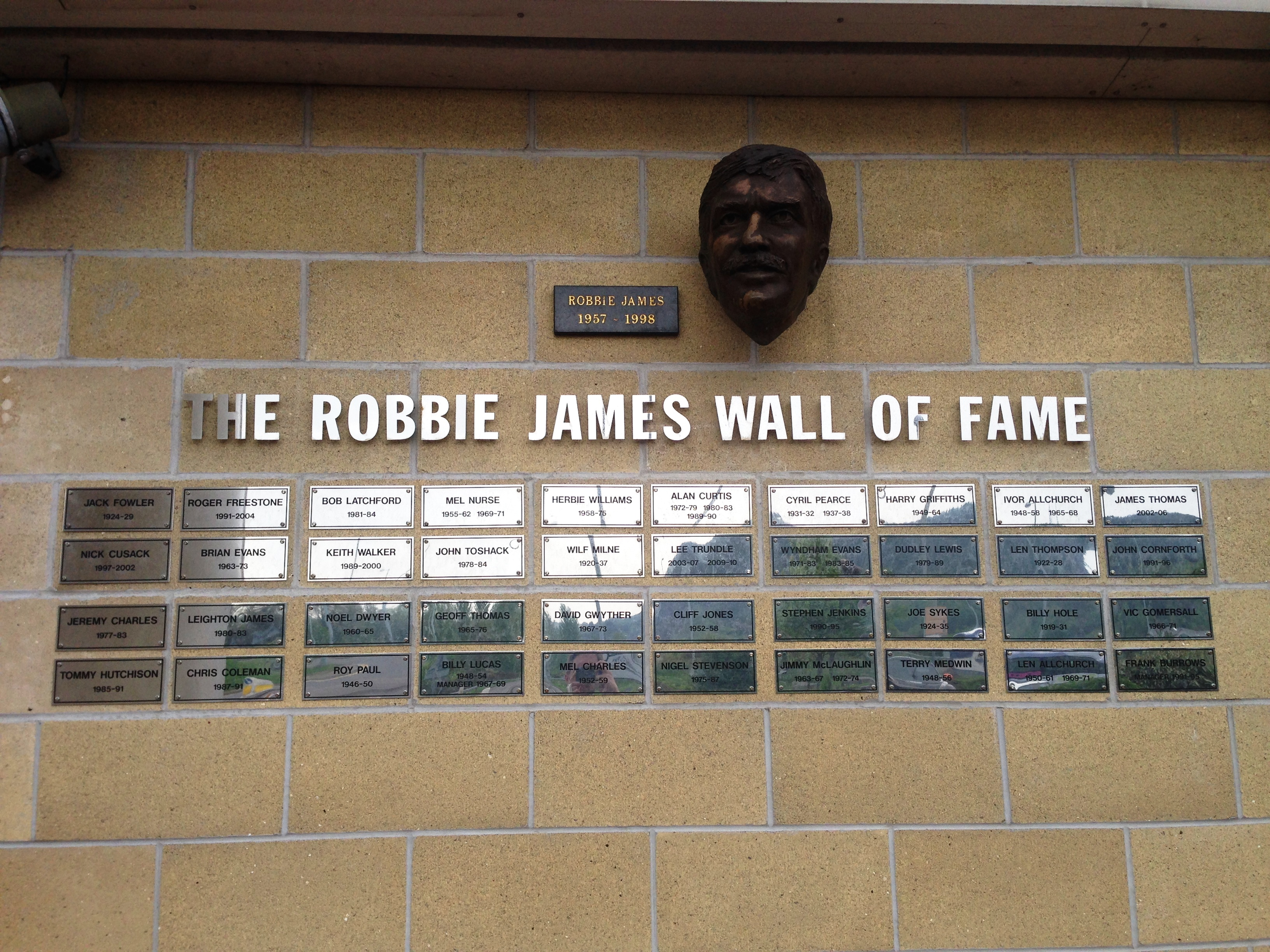